# Saint-Wandrille-Rançon
Saint-Wandrille-Rançon település Franciaországban, Seine-Maritime megyében. Lakosainak száma 1210 fő (2018. január 1.). Saint-Wandrille-Rançon Touffreville-la-Corbeline, Betteville, La Folletière, Louvetot, Maulévrier-Sainte-Gertrude, Notre-Dame-de-Bliquetuit, Sainte-Marguerite-sur-Duclair, Saint-Nicolas-de-Bliquetuit, Le Trait és Rives-en-Seine községekkel határos.

## Népesség
A település népessége az elmúlt években az alábbi módon változott:
| Lakosok száma | 1061 | 1106 | 1261 | 1184 | 1151 | 1181 | 1196 | 1222 | 1259 | 1210 |
|               | 1962 | 1968 | 1975 | 1982 | 1990 | 2008 | 2013 | 2015 | 2017 | 2018 |